# レイヤーケーキ表現
数学において、n 次元ユークリッド空間 Rn 上で定義される非負実数値可測函数 f のレイヤーケーキ表現（レイヤーケーキひょうげん、英: layer cake representation）とは、次の式のことをいう：
{\displaystyle f(x)=\int _{0}^{+\infty }1_{L(f,t)}(x)\,\mathrm {d} t{\text{ for all }}x\in \mathbb {R} ^{n}.}
ここで 1E は部分集合 E ⊆ Rn の指示函数を表し、L(f, t) は優位集合
{\displaystyle L(f,t)=\{y\in \mathbb {R} ^{n}|f(y)\geq t\}}
を表す。レイヤーケーキ表現が可能なことは、次の関係式
{\displaystyle 1_{L(f,t)}(x)=1_{[0,f(x)]}(t)}
と次の式より容易に分かる：
{\displaystyle f(x)=\int _{0}^{f(x)}\mathrm {d} t.}
レイヤーケーキ表現と呼ばれる理由は、値 f(x) をレイヤー L(f, t) 毎の和として表現していることによる。すなわち f(x) より下の値 t のみが積分されている。